# 裴綸 (明朝)
裴綸（1396年—1457年），字景宜，号泊庵。湖广监利（今屬湖北省）人。明朝政治人物。

## 生平
裴琏的次子。字景宜，号泊庵。永乐十五年（1417年）湖廣鄉試名列第二，永乐十九年（1421年）中式第一甲第三名進士（探花），授翰林院编修。後來曾擔任侍講，正統十二年（1447年），與呂原等十人同選入東閣。裴纶直言敢谏，深受英宗器重，英宗臨朝没见到裴纶，便问左右：“裴生何在？”王振知道裴綸不可加害。
景泰元年（1450年）出补山东布政使，景泰四年（1453年）因事黜為民。天顺元年，英宗奪門之變復辟後，裴积愤成疾，不久病卒，谥号文僖。著有《泊庵诗文集》。